# Hömma!
Hömma! ist das achte Studioalbum der deutschen Hip-Hop-Gruppe 257ers. Es erschien am 4. Dezember 2020 über das Düsseldorfer Label Selfmade Records und das zu Sony Music gehörende Label Gold League. Im Gegensatz zum Vorgänger Abrakadabra ist das dritte Bandmitglied Keule auf dem Album nicht vertreten.

## Produktion
Der Musikproduzent Barsky produzierte mit acht von zwölf Titeln einen Großteil des Albums. An der Musik zu je drei Liedern waren Voddi257 und Tilia beteiligt, während Beatzarre, Alexis Troy, Alligatoah und FRDY jeweils an einem Song mitwirkten.

## Covergestaltung
Das Albumcover zeigt ein schwarz-weißes Foto von den 257ers, die mit fünf anderen männlichen Personen vor einer Hausruine stehen bzw. hocken, an die das Wort hömma als schwarzes Graffiti gesprüht ist. Fast alle Personen haben eine Bierflasche in der Hand. Links unten im Bild steht der typische Schriftzug 2wei 5ünf 7ieben in Weiß.

## Gastbeiträge
Auf zwei Liedern des Albums sind neben den 257ers weitere Künstler vertreten. So ist der Song Warteschleife eine Kollaboration mit dem Rapper Alligatoah, während das Musik-Duo SDP auf Keiner hat Geburtstag zu hören ist.

## Titelliste
| #  | Titel                       | Gastbeiträge | Produzent                 | Länge |
| -- | --------------------------- | ------------ | ------------------------- | ----- |
| 1  | Wasser                      |              | Barsky                    | 2:59  |
| 2  | Roboterpferd                |              | Barsky                    | 3:16  |
| 3  | Schiefgehen                 |              | Barsky, Voddi257          | 2:37  |
| 4  | Schlau saufen               |              | Barsky, Tilia             | 2:35  |
| 5  | Besser gelaunt              |              | Tilia                     | 3:00  |
| 6  | Zuhause                     |              | Alexis Troy, Voddi257     | 2:54  |
| 7  | Vom Saufen kriegt man Durst |              | Barsky                    | 2:34  |
| 8  | IKEA                        |              | Barsky                    | 2:47  |
| 9  | Warteschleife               | Alligatoah   | Barsky, Tilia, Alligatoah | 3:17  |
| 10 | Keiner hat Geburtstag       | SDP          | Beatzarre                 | 3:09  |
| 11 | Jedes Ende hat 2 Seiten     |              | Barsky, Voddi257          | 2:50  |
| 12 | Sag mal                     |              | Voddi257, FRDY            | 3:03  |

## Chartplatzierungen und Singles
Hömma! stieg am 11. Dezember 2020 auf Platz 20 in die deutschen Albumcharts ein und verließ die Top 100 in der folgenden Woche wieder. In Österreich und der Schweiz verpasste das Album die Charts. In den deutschen Hip-Hop-Charts belegte es Rang drei.
Am 10. Juli 2020 wurde mit Roboterpferd die erste Single des Albums veröffentlicht, bevor am 14. August die zweite Auskopplung IKEA folgte. Am 16. Oktober erschien die dritte Single Zuhause, und am 20. November 2020 wurde Vom Saufen kriegt man Durst ausgekoppelt. Neben Musikvideos zu den Singles wurde am Erscheinungstag des Albums auch ein Video zum Lied Wasser und später eines zu Keiner hat Geburtstag veröffentlicht. Keiner der Songs konnte sich in den Charts platzieren.

## Rezeption
| Professionelle Bewertungen | Professionelle Bewertungen |
| -------------------------- | -------------------------- |
| Kritiken                   |                            |
| Quelle                     | Bewertung                  |
| laut.de                    | [ 5 ]                      |

Dani Fromm von laut.de bewertete Hömma! mit vier von möglichen fünf Punkten. Die 257ers machten auf dem Album „was immer sie wollen, wann, wie und mit wem sie wollen,“ wobei die Musik „viel zu echt, ungekünstelt und herrlich anarchisch“ sei sowie „voller musikalischer Querverweise“ stecke. Insgesamt habe das Album „Ohrwurmqualitäten, die niemand bestreiten“ könne.